# ویشال بهاردواج
ویشال بهاردواج (انگلیسی: Vishal Bhardwaj؛ زادهٔ ۴ اوت ۱۹۶۵) کارگردان، تهیه‌کننده و نویسنده اهل هند است. وی از سال ۱۹۹۵ میلادی تاکنون مشغول فعالیت بوده‌است.
از فیلم‌ها یا مجموعه‌های تلویزیونی که وی در آن‌ها نقش داشته‌است می‌توان به ترقه اشاره نمود.